# Osmia nifoata
Osmia nifoata är en biart som beskrevs av Cockerell 1909. Osmia nifoata ingår i släktet murarbin, och familjen buksamlarbin. Inga underarter finns listade i Catalogue of Life.